# Gazebo (album)
Gazebo è il titolo eponimo dell'album di debutto del cantante italo disco Gazebo, pubblicato nel 1983 dall'etichetta discografica Baby Records.
Dall'album sono estratti i singoli Masterpiece, Love in Your Eyes, I Like Chopin e Lunatic, tutti scritti da Pierluigi Giombini (musica) e dallo stesso Gazebo (testo),  ottenendo per ognuno un buon successo. In particolar modo I Like Chopin risulta essere la canzone più conosciuta del cantante.
L'album è stato prodotto da Pierluigi Giombini e Paul Peter Micioni e pubblicato in diversi paesi europei.
L'album viene ristampato in CD per la prima volta (sempre stessa dell'etichetta Baby Records numero di catalogo 610 296) nel 1985.

## Tracce
LP (Baby BR 56050 / EMI Electrola 1C 064-16 5193 1)
Lato A
1. Lunatic – 3:56 (testo: Gazebo – musica: Pierluigi Giombini)
2. Love in Your Eyes – 7:49 (testo: Gazebo – musica: Pierluigi Giombini)
3. London-Paris – 4:05 (testo: Gazebo – musica: Pierluigi Giombini)
4. Masterpiece – 4:05 (testo: Gazebo – musica: Pierluigi Giombini, Paolo Micioni)

Durata totale: 19:55
Lato B
1. I Like Chopin – 7:40 (testo: Gazebo – musica: Pierluigi Giombini)
2. Wrap the Rock – 3:10 (testo: Gazebo – musica: Pierluigi Giombini)
3. Midnight Cocktail – 5:06 (testo: Gazebo – musica: Pierluigi Giombini)
4. Gimmick! – 3:55 (testo: Gazebo – musica: Pierluigi Giombini)

Durata totale: 19:51

## Formazione
- Gazebo – voce
- Derek Wilson – batteria elettronica
- Giovanni Civitenga – basso
- Pierluigi Giombini – sintetizzatore, programmazione, pianoforte
- Lucio Fabbri – violino
- Lawrence Meinardi – cori

## Classifiche
| Classifica (1983) | Posizione raggiunta |
| ----------------- | ------------------- |
| Germania          | 4                   |
| Svizzera          | 16                  |
| Svezia            | 38                  |